# 유포니움

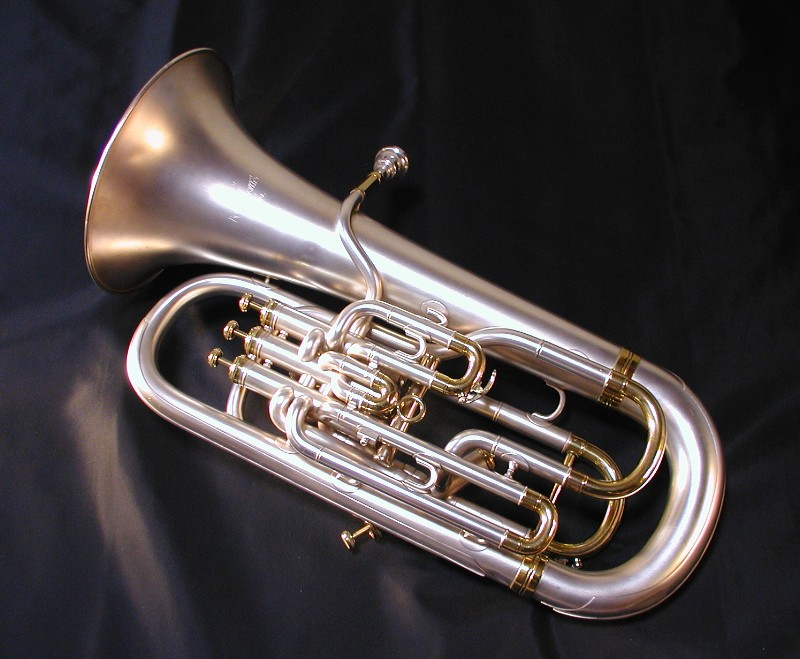
유포니움

유포니움(Euphonium) 또는 유포늄은 금관악기의 일종이다. 일반적으로 B♭관에서 몇 겹 정도 묶인 원뿔형 관에 4개의 밸브가 달려 있다.
유포니움의 음역은 테너 및 베이스 트롬본과 거의 동일하지만 다소 부드럽고 원만한 음색을 특징으로 한다. 유포니움은 주로 금관 밴드(영국식 브라스 밴드), 팡파레 밴드 및 취주악에서 사용되고 있지만, 오케스트라에서도 테너 튜바 등으로 악보에 지정되는 일이 있다. 유포니움의 마우스피스는 일반적으로 트롬본과 공통으로 다루어지고 있지만, 트롬본의 마우스피스보다 약간 컵이 깊은 것이 선호된다.
세계 각국에서 유포니움은 거의 같은 역할을 하지만, 음색, 모양, 밸브 시스템 등의 다양한 차이점이 존재하고 이 모든 것을 총괄한 글로벌 표준 명칭은 지금까지 존재하지 않는다. 따라서, 이 악기는 개별의 경우에는 그 본래의 명칭을 사용하고 한 덩어리로 부를 필요가 있을 때는 편의상 '유포니움'이라고 부르는 것이 현재로서는 타당하다.

## 유포니움의 유형

### 유포니움
한국, 일본, 영국, 미국 등에서 일반적으로 사용되는 피스톤 밸브를 갖춘 중저음을 담당하는 B♭ 관악기. 각국 각지의 바리톤 음역의 관악기가 융합하여 20세기 전반 영국에서 현재의 형태로 발전했다. 일반적으로 유포니움이라고 할 때의 그 형태이다.

### 삭스호른 바스
프랑스에서 색스혼(saxhorn) 속의 베이스로 발전한 악기. 3개 ~ 6개 피스톤 업라이트의 벨을 가진 악기로 일본에서도 전전 · 전중 군악대에서 사용되었다. 현재도 프랑스 쿠르트와 (Courtois) 사가 새로운 모델을 개발하고 있다. 6개의 피스톤을 갖춘 C관 삭스혼 바스는 '프렌치 튜바' 라고도 불리며 1970년대까지 주로 프랑스 오케스트라에서 사용되었다.

### (독일식) 바리톤 또는 카이저 바리톤
독일식 바리톤 또는 카이저바리톤 (Bariton, Kaiserbariton (옛날식 표기) Baryton, Kaiserbaryton)은 테너 호른과 함께 독일과 중부, 동유럽에서 유포니움의 역할을 하는 악기. 밸브는 로터리 식을 채용. 관체는 모두 달걀 모양 또는 튜바형으로, 카이저 여부는 보어(bore)의 퍼지는 방법을 따르기 때문에 구분하기가 어렵다. 아래의 미국의 바리톤 호른, 영국의 바리톤과는 다른 악기. 이와 같이, 바리톤라는 명칭은 지역에 따라 다른 악기를 가리킬 수 있고, 혼란을 초래하기 쉽다. 대책으로서는, 예를 들어 '독일식 바리톤'과 같이 사용되는 주요 지역 이름을 쓰면 알기 쉬워진다.